# Crvi
Crvima, a neke vrste i glistama, se naziva cijeli niz dijelom vrlo daleko srodnih beskralješnjaka. Odlikuju se izduženim, cjevasto oblikovanim tijelom i gmižućim kretanjem. Zoolozi su prvotno pokušavali sve crvolike životinje temeljem vanjskog izgleda svrstati u jedno srodnošću povezano koljeno crva (Vermes). No, u međuvremenu je ta ideja morala biti odbačena na temelju činjenice da mnoge crvolike životinje, već na osnovi razlika u njihovoj unutrašnjoj građi, jedva da mogu biti međusobno srodni (heterofilija). Danas je potpuno prevaziđen i pokušaj razvrstavanja crva u skupinu "viših" (Annelida) i "nižih crva" (Aschelminthes i Plathelminthes). Usprkos svega toga, sve ove životinje su ta temelju konvergentne evolucije morfološki toliko slične, da se još uvijek za sve njih u svakodnevnom govoru koristi, a koristit će se i dalje, naziv "crvi".
Kod klasifikacije crva nema jedinstvene kategorije, nego postoji čak deset koljena beskralješnjaka u kojima su raspoređeni različiti oblici crva. Tih deset koljena su: Acanthocephala (crvi s rotirajućom glavom), Annelida (kolutićavi crvi), Chaetognatha (crvi u obliku strelice), Gnathostomata, Nematoda, Nematomorpha, Nemertea, Onycophora, Platyhelminthes, Sipuncula (crvi koji obitavaju na grašku). Dakle, termin "crv" obuhvaća veliki raspon životinjskih redova i razreda. Zato se može reći da su i gujavica i gusjenica crvi. Iz posljednjeg se slučaja može vidjeti da pojedini crvi mogu biti ličinački stadij kukca. Još jedna zanimljivost sastoji se u tome da su u prošlosti mnoge vrste puževa i zmija objedinjene pod znanstvenim terminom "crvi".
Znanost koja se bavi crvima naziva se helmintologija.

## Obilježja
Ovdje se razmatraju životinje sa savitljivim, izduženim tijelom koje izvana izgleda radijalno simetrično, iako je ono u stvarnosti dvostrano simetrično. Tipično je i odsustvo bilo kakvih ekstremiteta kao što su noge ili ticala, što rezultira također tipičnim gmižućim odnosno puzajućim načinom kretanja. Većina crva također nema egzoskelet (vanjski skelet), tjelesni oblik najčešće održava hidroskelet, sistem komorica unutar tijela ispunjen tjelesnom tekućinom.
Naziv "crvi" često se koristi i za larveni oblik nekih kukaca. To je pogrešno, jer za razliku od stvarnih crva, larveni razvojni stadij kukaca bitno se razlikuje od crva, oni imaju noge, i ticala, kao i hitinski oklop. Prema tome, jasno je da ne pripadaju ovdje opisanoj neformalnoj skupini životinja.

## Sistematika
Svi crvi spadaju u isto tako neformalnu skupinu životinja sa zajedničkim nazivom beskralješnjaci, a unutar toga svi su dio ponovo neformalne skupine Protostomia. Da ih nije moguće svrstati u jednu generalnu skupinu, pokazuje kako su to heterogena skupina. Crve se može naći kako u natkoljenu Lophotrochozoa, tako i u natkoljenu Ecdysozoa. U različita životinjska koljena u kojima se pojavljuju crvi spadaju i: 
| - Oblići (Nematoda) - Potkovnjaci (Phoronida) - Zvjezdani (Echiura) - Entoprocta - Gnathostomulida - Kukaši (Acanthocephala) | - Chaetognatha - Plošnjaci (Plathelminthes) - Priapulida - Kolutićavci (Annelida) - Nematomorpha - Štrcaljci (Sipuncula) - Vrpčari (Nemertini) |

Gujavice (kišne gliste) su kolutićavci.
U koljenu člankonožaca, gdje inače spadaju kukci, paučnjaci i rakovi, nalaze se Pentastomida, crvolike životinje koje inače spadaju u skupinu rakova.

## Značenje
U ovu skupinu spada niz vrsta iz skupine koju u veterini nazivaju "crvi nametnici" ili "helmiti" koji žive nametnički, pretežno endoparazitski. Iz koljena plošnjaka to su sve vrste metilja (Trematoda) i trakavica (Cestoda), kao i svi kukaši (Acanthocephala), a i velik broj vrsta iz koljena oblića. Oni kod ljudi i drugih životinja mogu izazvati vrlo ozbiljne zdravstvene probleme, a za neke ne postoji uopće djelotvoran zdravstveni tretman. No, u ovoj skupini nalazi se i čitav niz za čovjeka vrlo "korisnih" životinja (kišne gliste).
Zbog svoje raznovrsnosti, crvi su prema svojim staništima i načinom prehrane isto tako vrlo različiti. Crvi ne žive samo na kopnu, nego i u slatkoj kao i u morskoj vodi. Mogu živjeti čak i na tako ekstremnim mjestima kao što su velike morske dubine. Crvi u ekosustavu često imaju veliko značenje kao destruenti, ali su često i sami izvor hrane mesojedima kao na primjer mnogim pticama, malenim sisavcima ili ribama.  